# エミエミ
『エミエミ』は、2006年10月6日から2007年9月28日まで中京テレビで放送されていた生活情報番組。放送時間は毎週金曜 15:50 - 16:48 （日本標準時）。

## 出演者

### 司会
- 本田恵美（当時中京テレビアナウンサー）
- 我妻絵美（当時中京テレビアナウンサー）

### コメンテーター
- 内田忠男（国際ジャーナリスト）

### リポーター
- 高橋重憲（当時中京テレビアナウンサー）
- 尾原秀三（当時中京テレビアナウンサー）
- 金山泉（当時中京テレビアナウンサー）
- 長谷川まさ子